# Estrada Circular de Maputo
A Estrada Circular de Maputo é um projecto de construção ou melhoramento de seis estradas, que têm como objectivo melhorar o fluxo do trânsito na capital moçambicana de Maputo. As obras, sobretudo financiadas pelo Governo da República Popular de China, começaram em 2012 e deviam ter terminado em meados de 2015.

## Descrição

Mapa do projecto

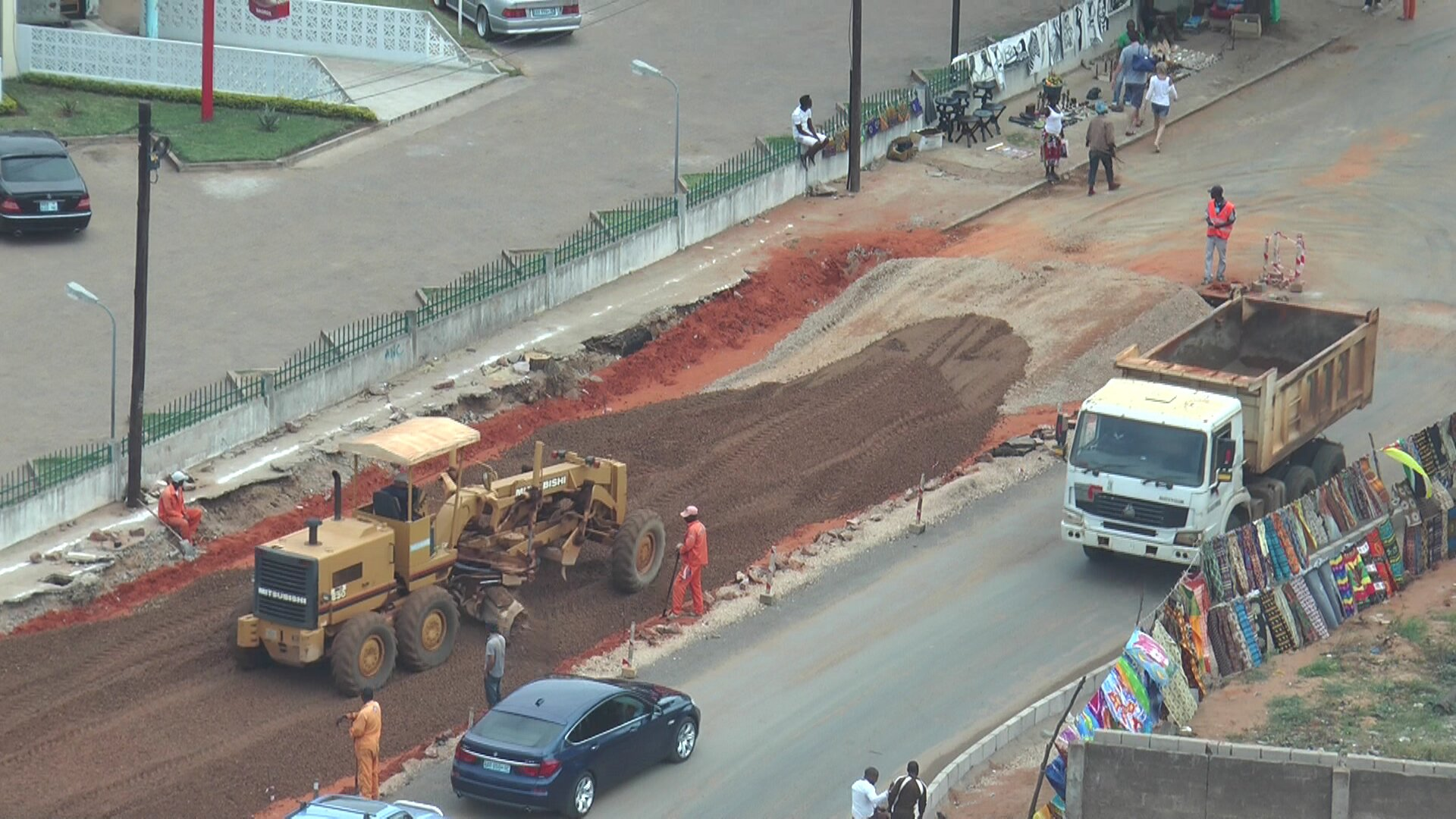
Obras na Avenida da Marginal em frente do Hotel Radisson (Secção 1)

Em 2011 o governo moçambicano lançou junto com o governo da República Popular da China um projecto com o nome “Estrada Circular de Maputo” para aliviar o trânsito da cidade de Maputo. As obras começaram em 2012. O projecto teve um custo de 315 milhões de dólares americanos, dos quais 300 milhões são um empréstimo do banco estatal China Exim-Bank.
As obras teriam um prazo de construção de 30 meses. Os comitentes foram a Administração Nacional de Estradas (ANE), os municípios de Maputo e Matola, e o distrito de Marracuene. A partir de 2014 a implementação do projecto e a sua gestão foi entregue à Maputo Sul, uma empresa pública criada em Dezembro de 2014, sob cuja responsabilidade estavam outras obras públicas no sul do país. Para a execução da obra foi contratada a empresa chinesa China Road and Bridge Corporation, que também construiu, entre outros projectos, a ponte de Maputo a Catembe. Em Dezembro de 2019, a estrada foi concessionada à Rede Viária de Moçambique, S.A. (REVIMO) uma empresa privada, mas cujo capital é público, tendo como único accionista o Fundo de Estradas, uma instituição tutelada pelo Ministério das Obras Públicas, Habitação e Recursos Hídricos. Existe o plano de instalar cinco portagens, mas em meados de 2021 só quatro estavam em construção, com abertura prevista para o mês de Setembro.

O projecto foi divido em seis secções, em total seriam construídos 52 km e 22 km seriam ampliados.
- Secção 1: Ampliação da Avenida da Marginal (6,325 km); do Hotel Radisson até o Costa do Sol
- Secção 2: Construção de uma estrada de 19,869 km do Costa do Sol até Marracuene
- Secção 3: Construção de uma estrada de 10,506 km de Chiango até Zimpeto
- Secção 4: Ampliação da estrada nacional N1 (15,5 km), de Zimpeto até Marracuene
- Secção 5: Construção de uma estrada de 16,299 km, de Zimpeto até Tchumene (ligação com a N4)
- Secção 6: Construção de uma estrada de 5,5 km, do nó de Machava até à Praça 16 de Junho (ligação com Avenida 24 de Julho)

Além das estradas, também serão construídas seis pontes. Duas servem de passagem para a Linha de Limpopo (em Albazine e Marracuene) e uma para a Linha de Ressano Garcia (perto da estação ferroviária de Matola).
Actualmente, a Secção 6 ainda não foi construída por vários motivos desde as muitas outras obras em execução naquela área, a cheias e roubos, e até à falta de fundos para reassentar as famílias que vivem no traçado projectado. Originalmente, as obras deviam ter terminado em Dezembro de 2014.

## Críticas
O projecto foi e é alvo de várias críticas.
Desde o início os trabalhadores moçambicanos, cujo número é entre 1000 e 2000, criticam as condições de trabalho. Muitos trabalhadores lamentam o racismo por parte dos patrões chineses, a falta de material, atrasos de salários e falta de pagamento das horas extras. Em 2014 290 trabalhadores entraram em greve, mas terminaram-na poucos dias depois sem sucesso.
Além disso, por causa das obras é necessário reassentar milhares de famílias. Só nos bairros de Intaka, Muhalaze, Mwamatibjana, Nkobe e Matola-Gare da cidade de Matola foi necessário reassentar 1200 famílias. Muitos moradores criticam a falta de informações, erros no processo e as baixas indemnizações. Segundo informações de vários jornais, há um orçamento de 40 milhões de dólares para as indemnizações. Paulo Fumane, presidente do conselho administrativo da empresa Maputo Sul, lamentou o oportunismo dos moradores e disse que teriam aparecido novas casas da noite para dia.
Silva Magaia, coordenador da ONU-Habitat Moçambique, criticou os planos, especialmente o trajecto na Avenida da Marginal. Alertou para o risco de ocorrência de desastres naturais na costa, havendo previsões de subida do nível das águas do mar. Já um “pequeno tsunami” poderia causar grandes danos.
A instalação de portagens ao longo da estrada foi criticada por encarecer o custo de vida dos cidadãos e também porque a gestão de uma infraestrutura financiada com dinheiro público não devia ser entregue à exploração privada.